# Nju Delhi metalo-beta-laktamaza
Nju Delhi metalo-beta-laktamaza (NDM-1) je novootkriveni enzim koji bakterije čini otpornim na veliki broj beta-laktamskih antibiotike. Tu spadaju i karbapenemski antibiotici koji su dosad korišćeni u terapiji najtežih rezistentnih infekcija. Gen koji kodira ovaj enzim pripada velikoj genskoj familiji odgovornoj za kodiranje enzima beta-laktamaze koji se zove karbapenemaza. Mas-mediji nazivaju bakterije za koje su vezani ovi geni superbakterijama jer se infekcije koje one izazivaju vrlo teško leče. Agencija za javno zdravlje Ujedinjenog Kraljevstva saopštila je kako je većina izolovanih bakterija sa NDM-1 enzimom bila otporna na sve standardne intravenske antibiotike korišćene za lečenje teških infekcija..
NDM-1 gen je prvi put otkriven decembra 2009. u bakteriji Klebsiella pneumoniae, kod pacijenta koji je bio na bolničkom lečenju u Nju Delhiju, a otad je nađen i kod pacijenata u drugim delovima Indije, u Pakistanu, Ujedinjenom Kraljevstvu i SAD. Najčešće se nalazi kod gram-negativnih bakterija ešerihije koli (Escherichia coli) i klebsiele pneumonije (Klebsiella pneumoniae), ali horizontalnim prenošenjem gena može se preneti na druge vrste bakterija. Suprotno tome, poznatije vrste bakterija rezistentih na antibiotike, kao što je meticilin rezistentni stafilokokus aureus (Staphylococcus aureus), su uglavnom gram-pozitivne.

## Funkcija
Karbapenemi su grupa beta-laktamskih antibiotika kojima je, donedavno, bilo moguće ubiti većinu bakterija blokiranjem sinteze peptidoglikanskog sloja njihovog ćelijskog zida. Ova grupa lekova proizvedena je sa namerom da budu otporniji na dejstvo enzima beta-laktamaza koji postoje kod bakterija otpornih na antibiotike, npr. na penicilin. NDM-1 gen kodira beta-laktamazu karbapenemazu, enzim koji hidrolizom inaktiviše karbapenemske antibiotike. Karbapanemaze mogu biti naročito opasne s obzirom da mogu izazvati otpornost na veliki broj antibiotika. NDM-1 enzim je metilo-beta-laktamaza klase B, dok su druge vrste karbapenemaza beta-laktamaze klase A ili D. A-metilo-beta-laktamaza koja se vezuje za bakteriju Klebsiella pneumoniae najučestaliji je tip ovog enzima, a otkrivena je Severnoj Karolini, u SAD 1996. godine, i otad se proširila po celom svetu. Istraživanje koje je obavljeno posle toga ukazuje na sve učestalije infekcije enterobakterijama koje luče karbapenemazu u SAD.
Karbapenemaze inaktivišu sledeće grupe antibiotika:
- cefalosporin
- penicilin
- karbapenem

Rezistencija koju uzrokuje ovaj gen pomaže širenju bakterije na kojoj se nalazi kroz organizam domaćina jer po nju ne postoji opasnost od drugih bakterija koje su osetljive na antibiotike i konvencionalna terapija ih uništava.

## Poreklo i širenje
Ovaj gen je dobio ime po Nju Delhiju, glavnom gradu Indije, jer su ga Jong i saradnici pronašli i opisali 2009. kod Šveđanina koji je u Indiji oboleo od bakterijske infekcije otporne na antibiotike. Bezuspešno je lečen u bolnici u Nju Delhiju, a kada se vratio u Švedsku, kod njega je otkrivena bakterija otporna na karbapeneme Klebsiella pneumoniae sa prisutnim novootkrivenim genom. Jong i saradnici su zaključili da je novi mehanizam razvoja otpornosti na antibiotike očigledno nastao u Indiji, ali da nedostaju informacije iz Indije na osnovu kojih bi se moglo pretpostaviti koliko je proširen. Istraživanje sprovedeno marta 2010. u jednoj bolnici u Bombaju pokazalo je da je većina izolovanih bakterija otpornih na karbapeneme sadržala NDM-1 gen.
Maja 2010. u Koventriju je prijavljen slučaj pacijenta sa ešerihijom koli sa prisutnim NDM-1 genom. Radilo se o muškarcu indijskog porekla, koji je 18 meseci ranije bio u Indiji gde mu je rađena dijaliza. Bakterija je na početku bila otporna na sve primenjene antibiotike, da bi se kasnije pokazalo kako je osetljiva na tigiciklin i kolistin. Stručnjaci su istakli da bi putovanja u inostranstvo i korišćenje zdravstvenih usluga drugih zemalja moglo da dovede do brzog širenja NDM-1 infekcija sa potencijalno ozbiljnim posledicama.
Navodno su zabeleženi slučajevi u Pakistanu, Indiji i većem broju azijskih zemalja, a odatle je stigao do Evrope preko ljudi koji su ležali u bolnicama u tim zemljama. U nekoliko slučajeva, ljudi su odlazili u azijske zemlje pošto su tamo cene usluga estetskih hirurga niže, a tokom operacije bi se zarazili rezistentnom bakterijom i preneli je u svoju zemlju pri povratku.
Od juna 2010, u SAD su prijavljena tri potvrđena slučaja novootkrivenog gena kod porodice enterobakterija, a iz američkog Centra za kontrolu bolesti kažu da se u sva tri slučaja radi o pacijentima koji su nedavno lečeni u Indiji. Međutim, nepoznato je, kako tvrde američki stručnjaci, da li je nova vrsta opasnija od već poznatih bakterija otpornih na antibiotike, kao što je meticilin rezistentni stafilokokus aureus, koje i nisu tako retke u SAD.
Jula 2010. su prijavljena tri slučaja infekcije bakterijom Acinetobacter baumannii sa prisutnim NDM-1 genom kod pacijenata koji su aprila 2010. ležali na odeljenju intenzivne nege jedne bolnice u Čenaju. Kao i ranije, zabeležena je rezistencija na aminoglikozidne beta-laktamske i kinolonske antibiotike, ali je primećena osetljivost na tigiciklin i kolistin. Otpornost na antibiotike u ovom slučaju je bila povećana jer su kod bakterija nađeni, pored NDM-1 gena, i drugi geni koji su uticali na rezistenciju.
Studija međunarodnog tima stručnjaka o pojavi i širenju bakterija sa NDM-1 genom objavljena je u avgustovskom (2010) izdanju časopisa The Lancet Infectious Diseases, a temelji se na 37 slučajeva iz Velike Britanije, 44 potvrđena slučaja iz indijskog grada Čenaja, 26 slučaveva iz indijske države Harajane i 73 slučaja iz drugih delova Indije i Pakistana. Na osnovu dobijenih rezultata, autori su zaključili da se kod mnogih vrsta bakterija NDM-1 gen nalazi u plazmidu, što omogućava prenos ovog gena na druge vrste bakterija putem horizontalnog prenošenja gena. Sve izolovane bakterije bile su otporne na više različitih grupa antibiotika kao što su beta-laktamski antibiotici, fluorohinoloni i aminoglikozidi, ali je većina bila neotporna na kolistin, antibiotik iz grupe polimiksina.
Početkom avgusta 2010. je otkriveno da se hemijsko jedinjenje nazvano GSK-299423 može uspešno koristiti protiv bakterija otpornih na antibiotike jer sprečava njihovo razmnožavanje, tako da je moguće da će se upotrebljavati kao terapija za infekcije izazvane bakterijama sa NDM-1 genom.

## Reakcija Indije
Indijsko Ministarstvo zdravlja je odbacilo i ocenilo kao nefer tvrdnju da je gen nastao u Indiji ili Pakistanu, izjavivši da su indijkse bolnice apsolutno bezbedne po pacijente. Indijski političari su nazvali povezivanje novog gena sa Indijom zlonamernom propagandom i okrivili multinacionalne korporacije za, kako kažu, selektivnu malicioznost. Političar iz partije Baratija džanata izjavio je kako je objavljeni članak lažan i ima za cilj da uplaši potencijalne strane korisnike medicinskih usluga u Indiji. Ministarstvo zdravlja dalo je zvaničnu izjavu kojom se nazivanje enzima po Nju Delhiju karakteriše kao 'pogrešno i neargumentovano'.
Nasuprot tome, u martovskom izdanju Magazina indijske Lekarske komore za pojavu novog gena krivi se raširena nepravilna upotreba antibiotika u indijskom zdravstvu, gde se navodi kako indijski lekari još nisu ozbiljno shvatili rezistentnost na antibiotike i kako nema adekvatne kontrole propisivanja antibiotika od strane lekara pa i farmaceuta. List Times of India tvrdi kako se stručnjaci slažu oko toga da je u Indiji potrebno poboljšati politiku upotrebe antibiotika i uvesti centralni registar infekcija otpornih na antibiotike.
Stručnjak sa Univerziteta u Čenaju, prvobitni učesnik studije objavljene u Lancetu, kaže kako se ne slaže sa delom članka gde se ljudi savetuju da ne obavljaju operativne zahvate u Indiji.

## IzvinjenjeLansetai posledice
12. januara 2011. godine, Ričard Horton, urednik Lanseta, izvinio se i priznao da je nazivanje superbakterije po Nju Delhiju bila greška. Posle toga je Adžaj R. Sing, urednik medicinskog časopisa Mens sana monografs, zahtevao je da se napusti praksa 'imenovanja po geografskim terminima' i pređe se na 'naučno zasnovano imenovanje'. Predložio je promenu imena NDM-1 U PCM: plazmidski kodirana karbapenem-rezistentna metalo-beta-laktamaza.

## Žrtve
Juna 2010. je potvrđen prvi smrtni slučaj kod Belgijanca koji se inficirao za vreme lečenja u jednoj pakistanskoj bolnici, a preminuo je i pored tretmana vrlo moćnim antibiotikom, kolistinom. Lekar koji ga je lečio rekao je da je čovek na putu za Pakistan doživeo saobraćajnu nesreću i da je primljen u tamošnju bolnicu sa teškom povredom noge. Posle toga se vratio u Belgiju, ali je već bio zaražen .

## Literatura
1. ↑  Kumarasamy et. al. (2010). „Emergence of a new antibiotic resistance mechanism in India, Pakistan, and the UK: a molecular, biological, and epidemiological study”. The Lancet Infectious Diseases. doi:10.1016/S1473-3099(10)70143-2.
2. ↑  „Health Protection Report”. health protection Agency. 3. 7. 2009.
3. ↑  Queenan AM, Bush K (2007). „Carbapenemases: the versatile beta-lactamases”. Clin. Microbiol. Rev. 20 (3): 440—58, table of contents. PMC 1932750 . PMID 17630334. doi:10.1128/CMR.00001-07.
4. ↑  Miriagou V; Cornaglia G; Edelstein M;  . (2010). „Acquired carbapenemases in Gram-negative bacterial pathogens: detection and surveillance issues”. Clin. Microbiol. Infect. 16 (2): 112—22. PMID 20085605. doi:10.1111/j.1469-0691.2009.03116.x.
5. ↑  Nordmann P, Cuzon G, Naas T (2009). „The real threat of Klebsiella pneumoniae carbapenemase-producing bacteria”. Lancet Infect Dis. 9 (4): 228—36. PMID 19324295. doi:10.1016/S1473-3099(09)70054-4.
6. ↑  Cuzon G, Naas T, Nordmann P (фебруар 2010). Pathol Biol (Paris) (на језику: French). 58 (1): 39—45. PMID 19854586.
7. ↑  Yong D, Toleman MA, Giske CG, Cho HS, Sundman K, Lee K, Walsh TR (2009). „Characterization of a new metallo-beta-lactamase gene, bla(NDM-1), and a novel erythromycin esterase gene carried on a unique genetic structure in Klebsiella pneumoniae sequence type 14 from India”. Antimicrob Agents Chemother. 53 (12): 5046—54. PMC 2786356 . PMID 19770275. doi:10.1128/AAC.00774-09. Архивирано из оригинала 17. 08. 2010. г. Приступљено 13. 08. 2010.
8. ↑  Deshpande Payal; Rodrigues Camilla; Shetty Anjali; Kapadia Farhad; Hedge Ashit; Soman Rajeev (2010). „New Delhi Metallo-β lactamase (NDM-1) in Enterobacteriaceae: Treatment options with Carbapenems Compromised”. Journal of Association of Physicians of India. 58: 147—150. Архивирано из оригинала 26. 08. 2010. г. Приступљено 14. 08. 2010.
9. ↑  Detection of Enterobacteriaceae Isolates Carrying Metallo-Beta-Lactamase --- United States, 2010
10. ↑  McNeil Jr., Donald G. (11. 8. 2010). „Antibiotic-Resistant Bacteria Moving From South Asia to U.S.”. The New York Times. Приступљено 13. 8. 2010.
11. ↑  Karthikeyan K, Thirunarayan MA, Krishnan P (2010). „Coexistence of blaOXA-23 with blaNDM-1 and armA in clinical isolates of Acinetobacter baumannii from India”. J Antimicrob Chemother. PMID 20650909. doi:10.1093/jac/dkq273.
12. ↑  „299423: GSK cites progress with a new-gen antibiotic - FierceBiotech[[Категорија:Ботовски наслови]]”. Архивирано из оригинала 15. 08. 2010. г. Приступљено 15. 08. 2010. Сукоб URL—викивеза (помоћ)
13. ↑  Bax BD;  . (4. 8. 2010). „Type IIA topoisomerase inhibition by a new class of antibacterial agents”. Nature. doi:10.1038/nature09197. (primary source)
14. ↑  Alazraki, Melly (6. 8. 2010). „GlaxoSmithKline Finds Compound That Could Help Fight 'Superbugs'”. dailyfinance.com. Архивирано из оригинала 16. 08. 2010. г. Приступљено 13. 8. 2010.
15. ↑  NDM1 - Origin, Symtoms and Cure for NDM1
16. ↑  Pandey, Geeta (12. 8. 2010). „India rejects UK scientists' 'superbug' claim”. BBC News. Приступљено 13. 8. 2010.
17. ↑  „Lancet says sorry for 'Delhi bug'”. The Times Of India. Приступљено 12. 1. 2011.
18. ↑  „Science, names giving and names calling: Change NDM-1 to PCM”. Mens Sana Monographs. Архивирано из оригинала 22. 05. 2012. г. Приступљено 11. 3. 2011.
19. ↑  AFP: Belgian man dies of South Asian superbug